# Josef Albrecht (Paläontologe)
Josef Albrecht (* 26. Juli 1888 in Wien; † 1. März 1974 ebenda) war ein österreichischer Lehrer und Paläontologe.

## Leben
Josef Albrecht besuchte das Gymnasium in Wien-Hietzing und anschließend den Abiturientenkurs der Lehrerakademie. Mit Erlangung der Lehrbefähigung unterrichtete er erst an einer Volksschule in Wien-Meidling, dann an einer Bürgerschule.
Im Jahr 1914 musste er einrücken. Infolge einer Kriegsverletzung verlor er das rechte Augenlicht. Nach dem Ersten Weltkrieg studierte er an der Universität Wien Paläontologie, Geologie und Geographie, wo er 1924 zum Dr. phil. promoviert wurde. Seine Dissertation „Paläontologische und stratigraphische Ergebnisse der Forschungsreise nach Westserbien 1918“ betraf die Sammlung einer Reise von Otto Ampferer und Wilhelm Hammer im Auftrag der Akademie der Wissenschaften.
Durch seine Kenntnisse als Lehrer wurde er in die Lehrbücherprüfungskommission berufen und arbeitete 1933 bis 1934 als Bezirksschulinspektor. Die beiden letzten Kriegsjahre 1944 und 1945 musste Albrecht trotz Invalidität auch einrücken, kam aber in amerikanische Gefangenschaft. Im Jahr 1945 wurde er nach seiner Freilassung Direktor der Lichtbildstelle für Wien, Niederösterreich und Burgenland. 1954 trat er in den Ruhestand.
Sein Wirken betraf zahlreiche Lichtbildserien und Unterrichtsfilme für Schulen und Volkshochschulen, welche die Natur, aber auch Kulturdenkmäler und Kunstschätze zeigten. Ab 1922 war er Mitglied der Zoologisch-Botanischen Gesellschaft sowie der Geologischen Gesellschaft.

## Werke
- Paläontologische und stratigraphische Ergebnisse der Forschungsreise nach Westserbien 1918. Denkschr. 99, S. 289–307, Wien 1924